# Colombiana (planta)
Colombiana é um género botânico pertencente à família das orquídeas (Orchidaceae).